# لورانس فريدمان
لورانس فريدمان (بالإنجليزية: Lawrence Freedman)‏ هو أستاذ جامعي بريطاني، ولد في 7 ديسمبر 1948 في Tynemouth ‏ في المملكة المتحدة.